# Fatima-Zahra Mansouri
Fatima Ezzahra El Mansouri (in arabo فاطمة الزهراء المنصوري‎?, Fāṭima az-Zahrāʾ al-Manṣūrī; Ben Guerir, 3 gennaio 1976) è una politica e avvocata marocchina.

## Biografia
Aderente al Partito Autenticità e Modernità (PAM), nel 2009, a 33 anni, è diventata la prima sindaco donna di Marrakech, fino al 2015. Verrà rieletta nel 2021.
Figlia di un ex pascià, Fatima Zahra ha studiato giurisprudenza in Francia e oggi è un avvocato. Sposata e mamma di due bambini, è stata in precedenza consigliere municipale.